# Монастирський острів
Монастирський острів (Манастирський; раніше також Рябининський, Буряківський, Богомолівський; з 1926 року до 24 листопада 2015 року — Комсомольський острів) — острів у межах Соборного району міста Дніпро, біля правого берега Дніпра, від якого відділений Архієрейською протокою.
На заході має гранітні скелі, на сході переходить у піщану косу. За свідченням Макаревського, в його часи окремий Воронцівський острів у давнину був одним цілим з Монастирським.
Серед містян ще з середини 90-х років минулого століття побутувала старовинна назва острова — Монастирський. Однак офіційно острову повернули історичну назву лише 24 листопада 2015 року.

## Опис
Французький інженер Боплан 1635 року записав: «Монастирський острів круглий, високий, оточений скелями, які підіймаються на 25—30 футів (7,5—9 метрів) у вишину; тільки один бік його, північний, спадистий; через те острів цей не затопляє вода в повновіддя. Свою назву він собі здобув від монастиря, який був колись на ньому й від якого ж одначе не зосталось жодного сліду. Він міг би бути придатним для життя, якби дозволили його береги. Він повний вужів та гадюк».
Дмитро Яворницький дає розміри острова: «1 верству і 65 сажень завдовжки (1207 метрів), 125 сажень завширшки (270 метрів), всієї землі 70 десятин (76,3 га)».
У зв'язку з побудовою ДніпроГЕСу й неочікуваного затоплення «озером Леніна» деяких земель у межах Дніпра острів Монастирський дещо втратив у ширині й додав у піщаній південній східній частині.

## Археологія
1961 року на Монастирському острові Н. Н. Карповим знайдено декілько відщепів та гостроконечник давньокам'яної доби.
На Монастирському острові находили кам'яні молотки, крем'яні ножі, шкробачки, прясляці, одбійники, поодинокі кістки, найбільше мамутові зуби.
Од кінця Манастирського острова обидва береги Дніпрові, особливо правий, були засіяні силою черепків земляного та глиняного посуду з різними малюнками і без малюнків, так званого неолітичного періоду.

## Історія

### Зупинка Апостола Андрія на острові
```
За історією Катеринославської єпархії Феодосія Макаревського, 
апостол Андрій
, учень 
Ісуса Христа
 й брат 
апостола Петра
, йдучи у 
Київ
 «за причиною бурного й небезпечного плавання, вимушений був зупинитися, на деякий час, на одному великому кам'янистому острові, відомому у старовину, з початку IX сторіччя, під ім'ям то Монастирки, то Монастирщини, то Острову Монастирського, біля нинішнього Катеринославу, молився тут Господу об озаренні усієї країни цієї світлом Христовим, спорудив тут жертівник й звів хрест, як знам'я перемоги й торжества християнства над поганством, світла над темрявою. З того часу острів цей зробився пам'ятним й заповітним для усіх боголюбів, став предметом священного ушанування й благоговійного згадування й поклоніння для околичних мешканців; а шановане ім'я святого Андрія Першозваного зріднилося з місцевістю, освятилось у пам'яті й в устах народу, й переходило із віку до віку, як ім'я святого патрона й небесного покровителя країни нашої». Проте достовірніших свідчень перебування Андрія у цій місцевості немає.
```

### Готи й слов'яни
За свідченням Макаревського, готи, коли завойовували Подніпров'я, приводилися християнськими слов'янами на цей острів. Саме вони робили готів, привчених до жорстокості, лагідними й побожними. Бо вони зцілювали хворих й виганяли злих духів через поклик імені Ісуса Христа, й вели праведне життя й своїми добродіями відражали насмішки поганських готів.
Десь у 350 році на острові слов'янами-християнами був влаштований молитовний будинок. Після 372 року після мученицької смерті Сави Готського, частина його учнів й послідовників осіла на Монастирці. Тоді місто Монастирка й міста по Самарі стали духовними центрами християн.

### Кочівники
У 470—505 роках українське Приазов'я, Причорномор'я й північну Тавриду зайняли болгари й угри. Під їх захистом багато слов'ян перейшло у Крим, Посамар'я, і зробилися найчисельнішим народом степів України.

### Київська Русь
Коло цього острова в давні часи спинялись всі Київські князі, які пливли з Києва Дніпром до Царгороду. Острів цей, за Феодосєм Макаревським, був «перепуттям», головним середоточним пунктом, попутною станцією «при всіх мандрах руських людей по різним цілям з півночі на південь».
Із християнської Руси часто численні дружини княжі, а ще частіш цілі торговельні каравани ходили на південь Росії та до Костянтинополя по Дніпру та по Чорному морю. В часи плавання свого по Дніпру до Костянтинополя православні руські завжди спинялись для тимчасового відпочинку на перепутті, на святому острові Дніпровому, коло теперішнього Катеринослава.
Року 957 побожна та благочестива велика княгиня Київська Ольга, пливучи Дніпром до Костянтинополя, довго проживала на святому Дніпровому острові з усіма своїми супутниками, по-перше, дожидаючи кінця великої багатоденної бурі, а по-друге, боячись нападу біля порогів диких хижацьких та жорстоких печенігів. Супутник великої княгині, єпископ Григорій, за допомогою самарських риболовців, ченців, які жили на острові, та своїх близьких, зробив тут окрему церковку і правив в ній службу божу.
У 972 році тут зупинявся князь Святослав Ігорович з дружиною перед битвою з печенігами.
Року 988 великий князь Київський Володимир, пливучи з численною дружиною по Дніпру до Херсонесу, спинявся на цьому священному Дніпровому острові, побожним оком оглядав всю місцевість його і любувався тут краєвидами багатої природи. Самарські риболовці готували тут їжу для великого князя та для всієї його дружини і показували їм всі особливості острова.
Що острів Монастирський міг бути "пунктом одпочинку для руських, які йшли по Дніпру вниз, це зовсім правдоподібно, бо це один із великих островів, який ніколи не затопляє весняна вода, і є, так би мовити, передгір'я порогів. Раніш, ніж пуститись в страшні пороги, треба було «исполчитись», як казали в давні часи, одпочити, оглянути все справилля, розвідати, чи немає де ворожої засади тощо.
Навесні 1240 року, після розгрому руських військ на річці Калці, монголо-татарські орди пройшлися по християнським твердиням. Обороняла обитель братія впала. Татари хана Батия знищили стрілами та шаблями ченців, зруйнували монастир, спалили, спустошили й вирушили далі по Дніпру на Київ.

### Велике князівство Литовське
На початку XV ст. монастир на острові було відбудовано, проте проіснував він лише два десятиріччя.

### Козаччина
Боплан у 1620 році, описує цей острів: 
«Нижче Романова й Тарентського Рога й вище Кінського острова й Кодака лежить Монастирський острів, крутий, високий, оточений скелями, що здіймаються на 25 й на 30 футів; окрім його південної сторони, де він трохи отлогий. Тому острів цей ніколи не потопляється повноводдям. В довжину має біля 1000, а у ширину 80000 кроків, й наповнен вужами й іншими зміями. У Мишецького острів цей називається островом Кам'яним, за кам'янистим ґрунтом землі. У минулому тут був монастир, який і дав йому назву, але тепер від нього немає жодної руїни.»
У 1747 році Самарської Паланки полковник Кирило Красовський подарував цей острів у власність, у вічне володіння Самарського Пустинно-Миколаївського монастиря. У 1775 році, після знищення Січі, усі околиці нинішнього Половиці з островами й лісами дісталися князю О. О. Прозоровському.
1765 року за часи кошового отамана Петра Калнишевського Монастирський острів взято під особливу охорону через те, що місцеві «обивателі, не страшась істязанія Божого, вирубали там не тільки просте, а навіть і родюче дерево — грушу та яблуню, чим зовсім спустошили острів. Того дня писарю та осавулу Кодацької паланки притверждаємо, щоб на тому острові Монастирському надалі дерева не тільки родючого, але й ніякого рублено та спустошаємо не було. Всім обивателям, під строгим істязанням, притвердити і за тим старанно дивитись, щоб вони на ньому не їздили, аби б той острів деревом, найпаче родючим, хоч мало зращеним та умноженим міг бути для загальної наперед користи».

### Російська імперія
У 1786 році цей монастирський острів, за розпорядженням князя Потьомкина, призначений був місту Катеринославу для устрою на ньому ботанічного саду, який планувалося відкрити у місті. Але через те, що Катеринославський університет не було відкрито, острів 1797 року було передано в Управління Лісового відомства. У 1815—1825 роках острів називався Прозоровським, проте архієрейський дім користувався островом як своєю дачею, по причині припису до нього Самарського монастиря.

### Радянська влада
За радянської влади острів називали Комсомольський, як місце відпочинку молоді-комсомольців. 1958 року після повалення культу Сталіна у парку встановили пам'ятник Тарасу Шевченку, який став місцем відзначення знаменних дат Великого Кобзаря.

## Сучасність
24 листопада 2015 року острову повернено назву Монастирський.
Нині острів входить у розважальну зону центрального парка імені Шевченка. Тут працюють атракціони, Дніпропетровський зоопарк  (закрито у 2017 році, а тварин передано Фельдман - Екопарку) пляжі (на сході), канатна дорога (не функціонує з вересня 2006 року),  Дніпровський акваріум екзотичних риб, річковий причал, човникові станції, кав'ярні, дитячий, звичайний та нудистський пляжі. Через острів проходить Мерефо-Херсонський міст Мерефо-Херсонської залізниці, який ділить острів на східну (пляжну) й західну (паркову) частини.
На острів перекинутий пішохідний міст з правого берега Дніпра з південної частини парку Шевченка.
До підняття вод ДніпроГЕСом між островом й правим берегом, у протоці була перша забора Дніпрових порогів. У 1999 року на острові (у західній високій частині) споруджено храм Святого Миколая УПЦ МП.

## Дмитро Яворницький про Монастирський острів
Про гадюк, яких так багато було в часи Боплана на Манастирському острові, також розповідають і місцеві столітні діди, яким не раз доводилось бувати на острові. Раніш, ніж косити на острові траву, кажуть діди, треба було брати добрі ломаки в руки та вибивати там гаддя, а тоді вже братися за коси та косити.
Року 1765 за часи кошового отамана Петра Калнишевського Манастирський острів взято під особливу охорону через те, що місцеві «обивателі, не страшась істязанія божого, вирубали там не тільки просте, а навіть і родюче дерево — грушу та яблуню, чим зовсім спустошили острів. Того дня писарю та осавулу Кодацької паланки притверждаємо, щоб на тому острові Монастирському надалі дерева не тільки родючого, але й ніякого рублено та спустошаємо не було. Всім обивателям, під строгим істязанням, притвердити і за тим старанно дивитись, щоб вони на ньому не їздили, аби б той острів деревом, найпаче родючим, хоч мало зращеним та умноженим міг бути для загальної наперед користи».
Історик церков Катеринославської єпархії, єпископ Феодосій Макаревський, доводить, що коло цього острова в давні часи спинялись всі Київські князі, які пливли з Києва Дніпром до Царгорода. Острів цей, каже Феодосій, був «перепутьем», головним середоточним пунктом, попутною станцією «при всех путешествиях русских людей по разным целям з севера на юг».
Із християнської Руси часто численні дружини княжі, а ще частіш цілі торговельні каравани ходили на південь Росії та до Костянтинополя по Дніпру та по Чорному морю. В часи плавання свого по Дніпру до Костянтинополя православні руські завжди спинялись для тимчасового відпочинку на перепутті, на святому острові Дніпровому, коло теперішнього Катеринослава. Року 957 побожна та благочестива велика княгиня Київська Ольга, пливучи Дніпром до Костянтинополя, довго проживала на святому Дніпровому острові з усіма своїми супутниками, по-перше, дожидаючи кінця великої багатоденної бурі, а по-друге, боячись нападу біля порогів диких хижацьких та жорстоких печенігів. Супутник великої княгині, єпископ Григорій, за допомогою самарських риболовців, ченців, які жили на острові, та своїх близьких, зробив тут окрему церковку і правив в ній службу божу. Року 988 великий князь Київський Володимир, пливучи з численною дружиною по Дніпру до Херсонесу, спинявся на цьому священному Дніпровому острові, побожним оком оглядав всю місцевість його і любувався тут краєвидами багатої природи. Самарські риболовці готували тут їжу для великого князя та для всієї його дружини і показували їм всі особливості острова.
Що острів Манастирський міг бути "пунктом одпочинку для руських, які йшли по Дніпру вниз, це зовсім правдоподібно, бо це один із великих островів, який ніколи не затопляє весняна вода, і є, так би мовити, передгір'я порогів. Раніш, ніж пуститись в страшні пороги, треба було «исполчитись», як казали в давні часи, одпочити, оглянути все справилля, розвідати, чи немає де ворожої засади тощо.
Із історії Самарського Пустинно-Миколаївського монастиря видко, що 1747 року Манастирський острів віддав полковник Самарської паланки Кирило Красовський монастиреві.
На плані міста Катеринослава 10 жовтня 1786 року на Манастирському острові написано: «Сад публичный». План підписаний власною рукою: «Екатерина». 1797 року Манастирський острів перейшов у «Лісове відомство», а 1825 року — в приватні руки: спершу Рябінінові, од Рябініна до Бурякова, од Бурякова до Богомолова.
Проф. Михайло Грушевський каже, що острів Манастирський здобув собі назву через те, що був приписаний до запорізького Самарського манастиря. Отже, до монастиря його приписано року 1747, а Боплан називає його Манастирським уже 1635 року.

## Світлини

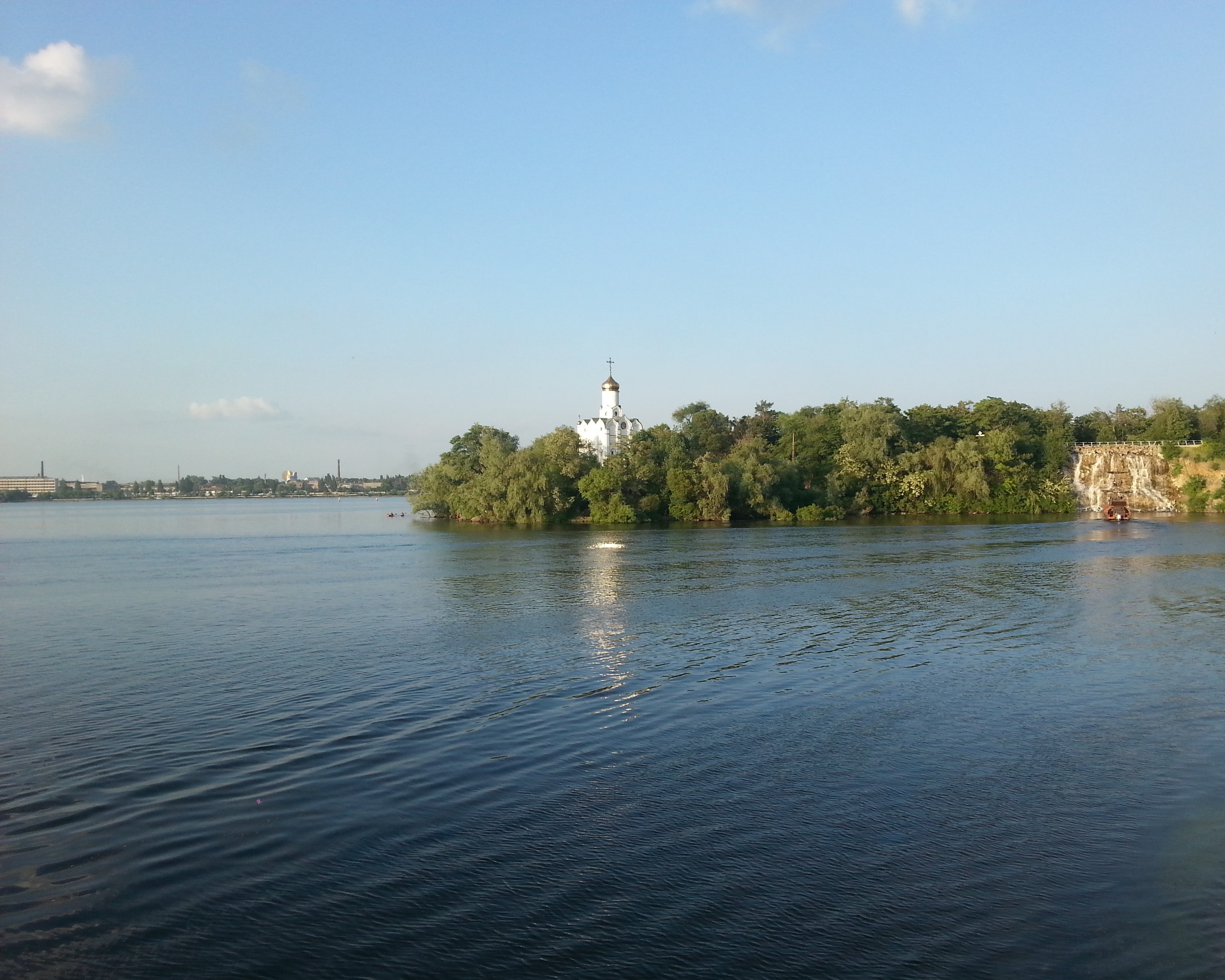
Вид на храм Святого Миколая з Січеславської Набережної
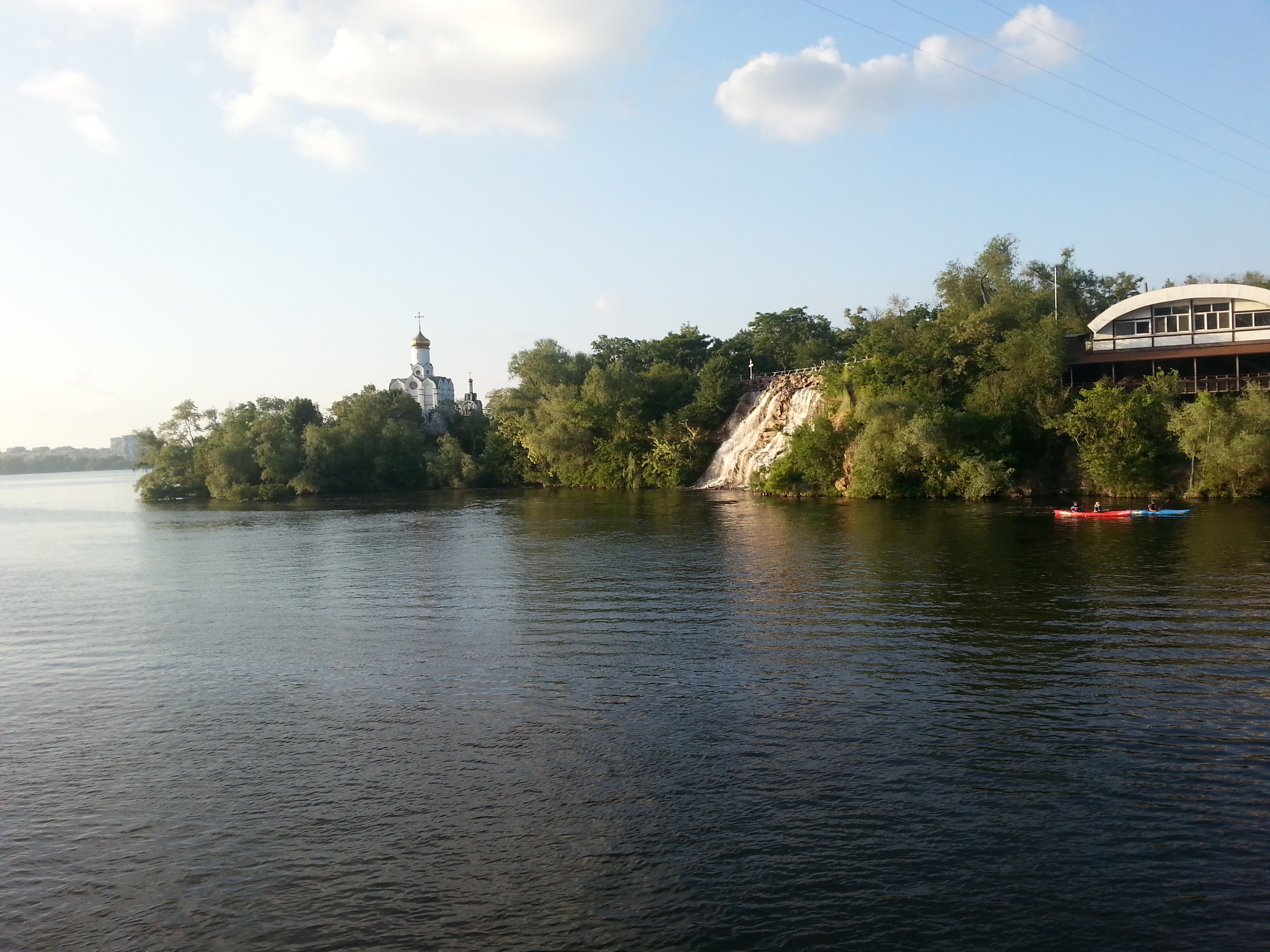
Вид на водоспад "Поріг Ненасітець"
Пам'ятник Т. Г. ШевченкуПам'ятник Т. Г. Шевченку
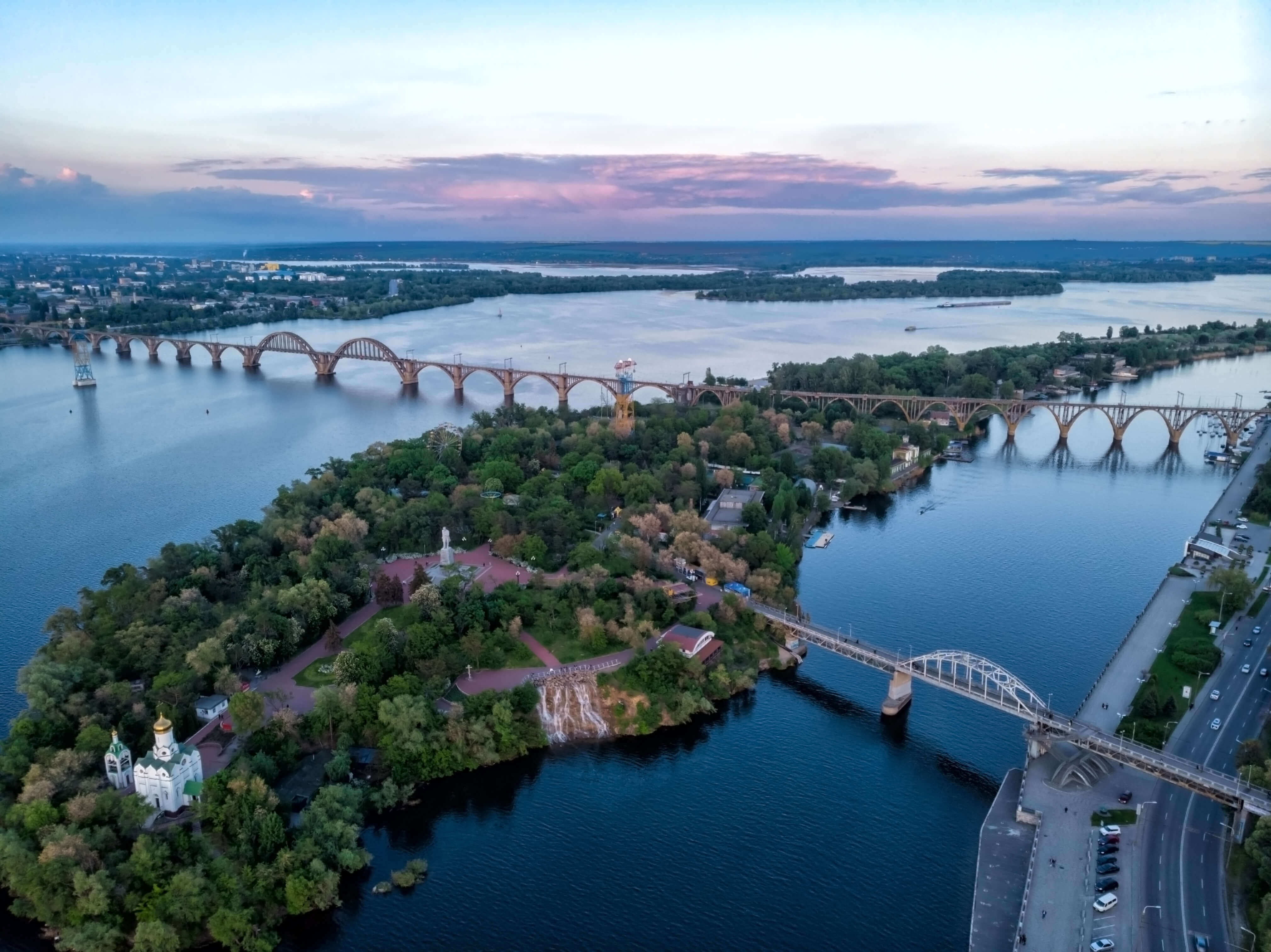
Вид з висоти на Монастирський острів
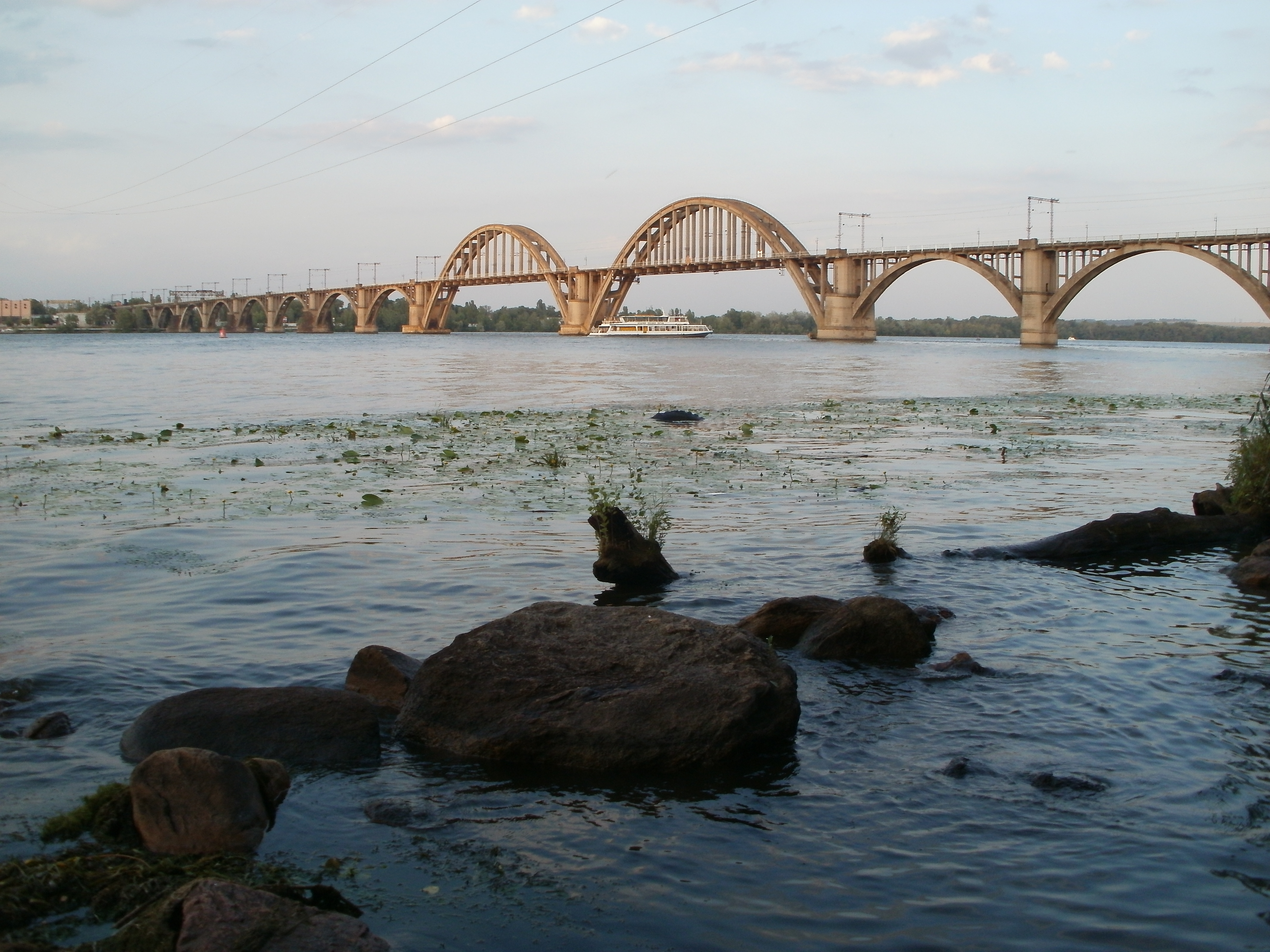
На північній стороні Монастирського острова, з адресою Парк ім. Шевченка, м. Дніпро пл. ім. Шевченка, 1